# Asuka Nishi
Asuka Nishi (西 明日香 Nishi Asuka?,  Hyōgo, Japón, 10 de febrero de 1988) es una actriz de voz japonesa afiliada a Sigma Seven.

## Filmografía

### Anime
2008–2013
- Chibi Devi! (2011), Shiori
- Hanasaku Iroha (2011), Mai
- Arashi no Yoru ni (2012), cabra blanca joven
- Battle Spirits: Sword Eyes (2012), Yamabuki
- Bodacious Space Pirates (2012), Ursula Abramov
- Ebiten (2012), Hakata Kanamori
- High School DxD (2012), Ravel Phoenix
- Sengoku Collection (2012), Gentleman Bashou Matsuo
- Battle Spirits: Sword Eyes Gekitōden (2013), Yamabuki, Waitress - ep 1
- Kin-iro Mosaic (2013), Shinobu Ōmiya
- Mondaiji-tachi ga Isekai Kara Kuru Sō Desu yo? (2013), Gato calico
- Straight Title Robot Anime (2013), Fujii
- Tesagure! Bukatsu-mono (2013), Yua Suzuki
- Hataraku Maō-sama! (2013), Rika Suzuki
- Machine Doll wa Kizutsukanai (2013), Henriette Belew
- Yozakura Quartet (2013), Midoriko

2014–presente
- 47 Todō Fuken R (2014), Hyōgo Dog
- Seirei Tsukai no Bladedance (2014), Shareiria
- Fūun Ishin Dai Shōgun (2014), Sakuragi
- Maken-ki! 2 (2014), Monji
- Sakura Trick (2014), Shinobu Noda
- WIXOSS (2014), Yūko
- Tesagure! Bukatsu-mono Encore (2014), Yua Suzuki
- Mahōka Kōkō no Rettōsei (2014), Eimi Akechi
- Kōfuku Graffiti (2015), Misaki Yoneya
- High School DxD BorN (2015), Ravel Phoenix
- Dungeon ni Deai o Motomeru no wa Machigatteiru Darō ka (2015), Anya
- Hello!! Kin-iro Mosaic (2015), Shinobu Ōmiya[2]
- Mikagura Gakuen Kumikyoku (2015), Yuriko[3]
- Suzakinishi the Animation (2015), Asuka Nishi[4]
- Tesagure! Bukatsu-mono: Spin-off Puru Purun Sharumu to Asobō (2015), Yua Suzuki[5]
- Gate: Jieitai Kano Chi nite, Kaku Tatakaeri (2016), Meya
- Go! Princess PreCure (2016), Kotori
- Mahō Shōjo Nante Mō Ii Desu Kara. (2016), Pochi[6]
- Mahō Shōjo Ikusei Keikaku (2016), Tama
- Sansha San'yō (2016), Kō Hayama[7]
- High School DxD Hero (2018), Ravel Phoenix
- Endro! (2019), Chibi Dragon
- Star Twinkle PreCure (2019), Yanyan
- Magia Record (2020), Meiyui Chun (Ep. 6)
- Hachinan tte, Sore wa Nai Deshō! (2020), Elize[8]
- Boku wa Mari no Naka (TBA), Yori Kakiguchi
- Beastars Final Seasons (TBA), Kyuu
- Mahochuu! (TBA), Maiko Oumi
- Ruri Dragon (TBA), Ruri Aoki
- JK Haru Is a Sex Worker in Another World (TBA), Haru Koyama

### OVAs
- Mondaiji-tachi ga Isekai Kara Kuru Sō Desu yo? (2013), mujer invitada
- High School DxD BorN (2015), Ravel Phoenix
- Azur Lane Queen´s Order (2023), HMS Valiant

### Cortos animados
- Death Billiards (2013), Patrona
- Mōretsu Uchū Kaizoku: Abyss of Hyperspace (2014), Ursula Abramov

Boku wa Mari no Naka (TBA), Yori Kakiguchi

### Videojuegos
- Koi Q Bu! (2014), Megumi Tsutsui
- Mahōka Kōkō no Rettōsei; Out of Order (2014), Eimi Akechi
- Idol Incidents (2015), Aina Kingetsu
- Idol Paradise (2015), Ange Tears
- Shingeki no Bahamut (2015), Pine
- Genkai Tokki Moero Crystal (2015), Lulucie
- Idol Death Game TV (2016), Rito Karasuma
- Magia Record (2017), Meiyui Chun
- Azur Lane (2017), HMS Valiant

### Drama CD
- Boku wa Mari no Naka (2020), Yori Kakiguchi
- Puku Puku Tennen Kairanban (2018), Gekka pukupuku
- Akuyaku Reijō Level 99: Watashi wa Ura-Boss desu ga Maō de wa Arimasen (2022), Eleonora Hillrose
- Kimi ni Todoke (2013), Sawako Kuronuma
- Tensei Ōjo to Tensai Reijō no Mahō Kakumei (2021), Euphyllia Magenta

### Doblaje
- Mack & Rita Como Rita Elizabeth Lail
- Baby Daddy Como Bonnie Wheeler Melissa Peterman
- The Dog Who Saved Christmas (2010), Como Kara Bannister Sierra McCormick
- Horns (película) (2013) como Merrin (joven).Sabrina Carpenter
- 100% Wolf Como Freddy Lupin (Joven) Jerra Wright Smith
- Moulin Rouge! (2002) como el hada verde.Kylie Minogue
- Mentes criminales (2009) Lynn Robillard. Sierra McCormick

### Anime web
- Starry Sky (2010), alumno de jardín de infantes

### Otros
OS-tan
- Windows 8 Pro DSP, Madobe Yū[9]